# 꽌선현
꽌선현(베트남어: Huyện Quan Sơn / 縣關山)은 베트남 북중부 지방 타인호아성의 현이다.

## 행정 구역
꽌선현은 1시진, 11사를 관할하고 있다.

### 시진
- 선르 시진 (Thị trấn Sơn Lư, 山爐市鎭)

### 사
- 므엉민 사 (Xã Mường Mìn, 芒眼社)
- 나메오사 (Xã Na Mèo, 那苗社)
- 선디엔 사 (Xã Sơn Điện, 山奠社)
- 선하 사 (Xã Sơn Hà, 山河社)
- 선투어 사 (Xã Sơn Thủy, 山水社)
- 땀르 사 (Xã Tam Lư, 三爐社)
- 땀타인 사 (Xã Tam Thanh, 三淸社)
- 쭝하 사 (Xã Trung Hạ, 中下社)
- 쭝트엉 사 (Xã Trung Thượng, 中上社)
- 쭝띠엔 사 (Xã Trung Tiến, 中進社)
- 쭝쑤언 사 (Xã Trung Xuân, 中春社)